# European Football League
Die European Football League (EFL) war ein jährlicher Europapokal-Sportwettbewerb für europäische American-Football-Vereinsmannschaften. Das Endspiel dieses höchsten Wettbewerbs im europäischen American Football war der Eurobowl. Von 1986 bis 1993 war European Football League auch der Name des ausrichtenden Verbands. Ab 1994 wurde die EFL von der European Federation of American Football (EFAF) veranstaltet. 
Ab 2014 war die EFL zweithöchster Wettbewerb nach der Big6 European Football League, das Finale der EFL trug dann den Namen EFL Bowl. Ab 2015 übernahm die German Football League International die Ausrichtung des Wettbewerbs. Nach der Saison 2018 wurde der Wettbewerb eingestellt.

## Spielmodus
An der EFL nahmen in der Regel die Landesmeister der jeweiligen Mitgliedsverbände teil.
Anfangs wurde der Wettbewerb im KO-Modus in einem Land ausgespielt. Wegen steigender Teilnehmerzahlen wurden Qualifikationsrunden vorgeschaltet. Ab 1996 wurden diese Qualifikationsrunden in regionalen Gruppen gespielt, dabei nahmen aus einzelnen Ländern, insbesondere Deutschland, auch mehrere Mannschaften teil. In der Gruppenphase je drei Mannschaften in vier Divisionen den jeweiligen Divisionssieger aus. Hierbei spielt jedes Team jeweils einmal gegen jedes Team der Division. Die Divisionssieger spielten im Viertelfinale gegen die vier Halbfinalisten des Vorjahres um den Einzug ins Halbfinale. Die Sieger der Halbfinals erreichten dann den Eurobowl. Im Bedarfsfall erfolgten Qualifikationsspiele nicht gesetzter Mannschaften vor der Gruppenphase. 2002 wurde zusätzlich der EFAF Cup als zweitklassiger Wettbewerb eingeführt.
Im Jahr 2014 wurde die Big6 European Football League gegründet, welche die EFL als höchsten europäischen Wettbewerb ablöste. Die EFL rückte ins zweite Glied und ersetzte den EFAF Cup. Je nach Spielstärke der nationalen Mitgliedsverbände legte die EFAF fest, ob und welche Mannschaften der Nationen am Wettbewerb teilnehmen dürfen. Zugelassen werden nationale Meister und Vizemeister sowie Teams mit internationalen Erfolgen. Das Interesse der Mannschaften an der EFL ließ zunehmend nach. 2019 wurden ELF und Big6 ELF nicht mehr ausgetragen, nur der Eurobowl wurde zum letzten Mal zwischen zwei interessierten Mannschaften ausgetragen.

## Spieler
Bis zum 31. März des entsprechenden Jahres mussten die teilnehmenden Vereine der EFAF eine Liste (Roster) von maximal 60 Spielern einreichen, die im Turnier eingesetzt werden dürfen. Nachmeldungen waren nicht möglich.
Für jeden EFL-Spieltag melden die Teams ein Roster mit bis zu 45 teilnahmeberechtigten Spielern. Hiervon dürfen maximal drei Spieler sogenannte „Amerikaner“ sein, die zeitgleich eingesetzt werden dürfen. Als „Amerikaner“ gelten laut EFAF Spieler mit US-amerikanischer, kanadischer, mexikanischer oder japanischer Staatsbürgerschaft, also Spieler aus Ländern mit entwickelten Football-Strukturen.

## EFL Bowls 2014 bis 2018
| Nr. | Datum         | Sieger                   | Verlierer           | Ergebnis | Austragungsort     | Zuschauer | MVP (Team)            |
| --- | ------------- | ------------------------ | ------------------- | -------- | ------------------ | --------- | --------------------- |
| I   | 19. Juli 2014 | Kiel Baltic Hurricanes   | Badalona Dracs      | 40:00    | Kiel               | 2.104     | Garrett Andrews (KBH) |
| II  | 27. Juni 2015 | Kiel Baltic Hurricanes   | Allgäu Comets       | 49:28    | Kiel               | 1.725     |                       |
| III | 11. Juni 2016 | Frankfurt Universe       | Amsterdam Crusaders | 35:21    | Frankfurt am Main  | 6.056     | Jessie Lewis (FU)     |
| IV  | 10. Juni 2017 | Black Panthers de Thonon | Rhinos Milano       | 29:20    | Thonon-les-Bains   | 2.500     | Stephen Yepmo (TBP)   |
| V   | 9. Juni 2018  | Potsdam Royals           | Seamen Milano       | 43:42    | Sesto San Giovanni | 2.500     |                       |

Bis 2013 war das Endspiel der EFL der seit 1986 jährlich ausgetragene Eurobowl, der seither jedoch als Finale der Big6 European Football League fortgeführt wird. EFL-Rekord-Champions sind mit fünf Eurobowlsiegen (2004–2007 und 2013) die Vienna Vikings aus Österreich.
Weitere Champions: Siehe Eurobowl

### Rangliste der European-Football-League-Teilnehmer (2014–2018)
| Rang | Team                    | Titel | Finale | Teilnahmen |
| ---- | ----------------------- | ----- | ------ | ---------- |
| 1.   | Kiel Baltic Hurricanes  | 2     | 2      | 3          |
| 2.   | Thonon Black Panthers   | 1     | 1      | 3          |
| 3.   | Frankfurt Universe      | 1     | 1      | 1          |
| 3.   | Potsdam Royals          | 1     | 1      | 1          |
| 5.   | Badalona Dracs          | 0     | 1      | 4          |
| 6.   | Amsterdam Crusaders     | 0     | 1      | 2          |
| 7.   | Allgäu Comets           | 0     | 1      | 1          |
| 7.   | Rhinos Milano           | 0     | 1      | 1          |
| 7.   | Seamen Milano           | 0     | 1      | 1          |
| 10.  | Alphen Eagles           | 0     | 0      | 2          |
| 11.  | Cologne Falcons         | 0     | 0      | 1          |
| 11.  | Gladiators beider Basel | 0     | 0      | 1          |
| 11.  | Berlin Adler            | 0     | 0      | 1          |
| 11.  | Brussel Tigers          | 0     | 0      | 1          |
| 11.  | Calanda Broncos         | 0     | 0      | 1          |
| 11.  | Düsseldorf Panther      | 0     | 0      | 1          |
| 11.  | Hamburg Huskies         | 0     | 0      | 1          |
| 11.  | Marburg Mercenaries     | 0     | 0      | 1          |
| 11.  | Nice Dauphins           | 0     | 0      | 1          |
| 11.  | Prague Black Panthers   | 0     | 0      | 1          |

## Teilnehmerlisten
Eine Liste aller Turniere und der teilnehmenden Mannschaften: siehe Liste aller European-Football-League-Teilnehmer